# Putnikovići
Putnikovići, často též uváděná jako Putniković, je vesnice v opčině Ston v Chorvatsku, v Dubrovnicko-neretvanské župě. V roce 2001 zde žilo 105 obyvatel ve 40 domech.

## Poloha
Putniković je vesnice v centrální části vnitrozemí poloostrova Pelješac při hlavní silnici D 414 od Stonu směrem na Orebić, mezi vesnicemi Dubrava a Ponikve.

## Galerie

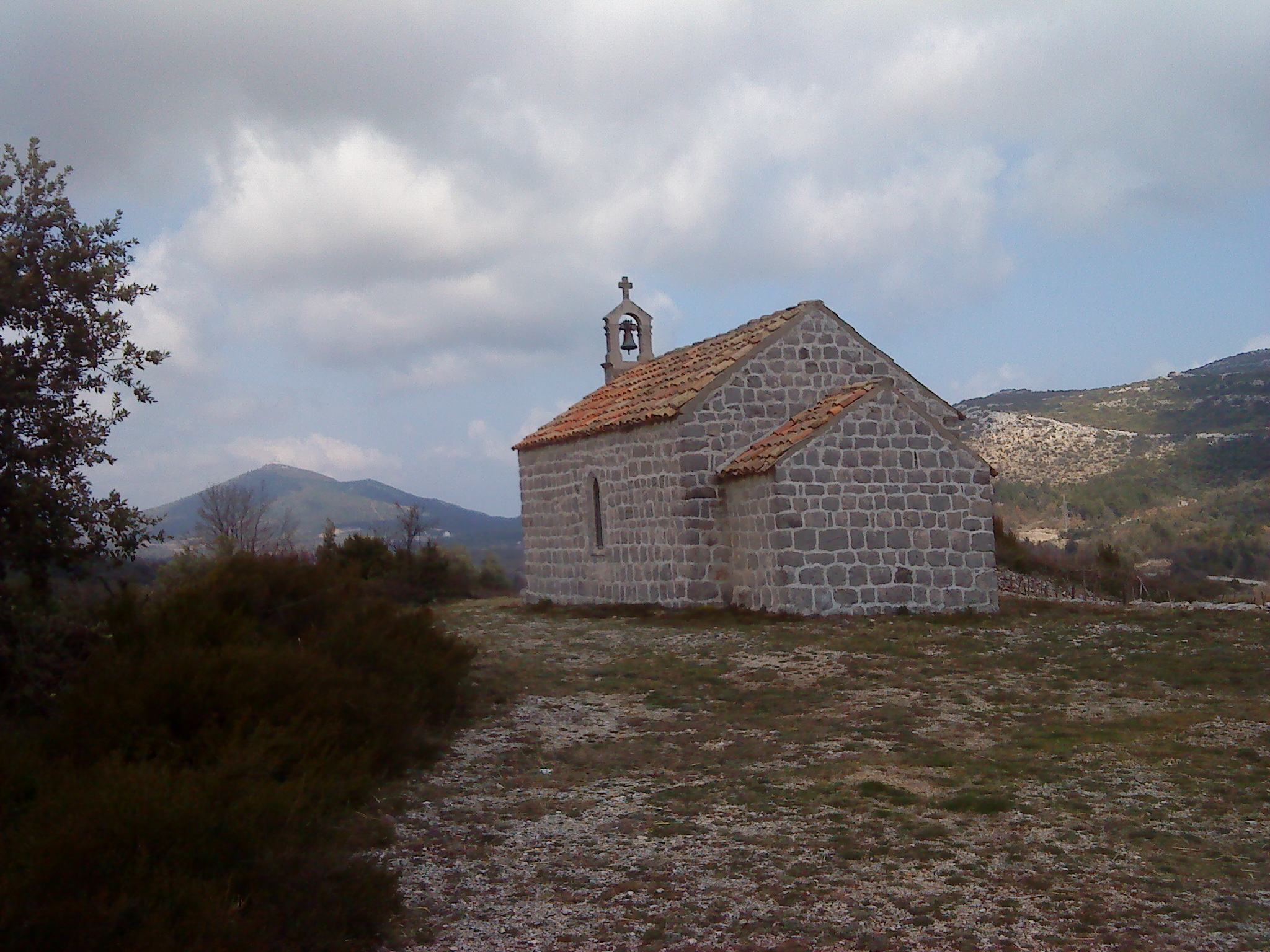
Kostel sv. Anny
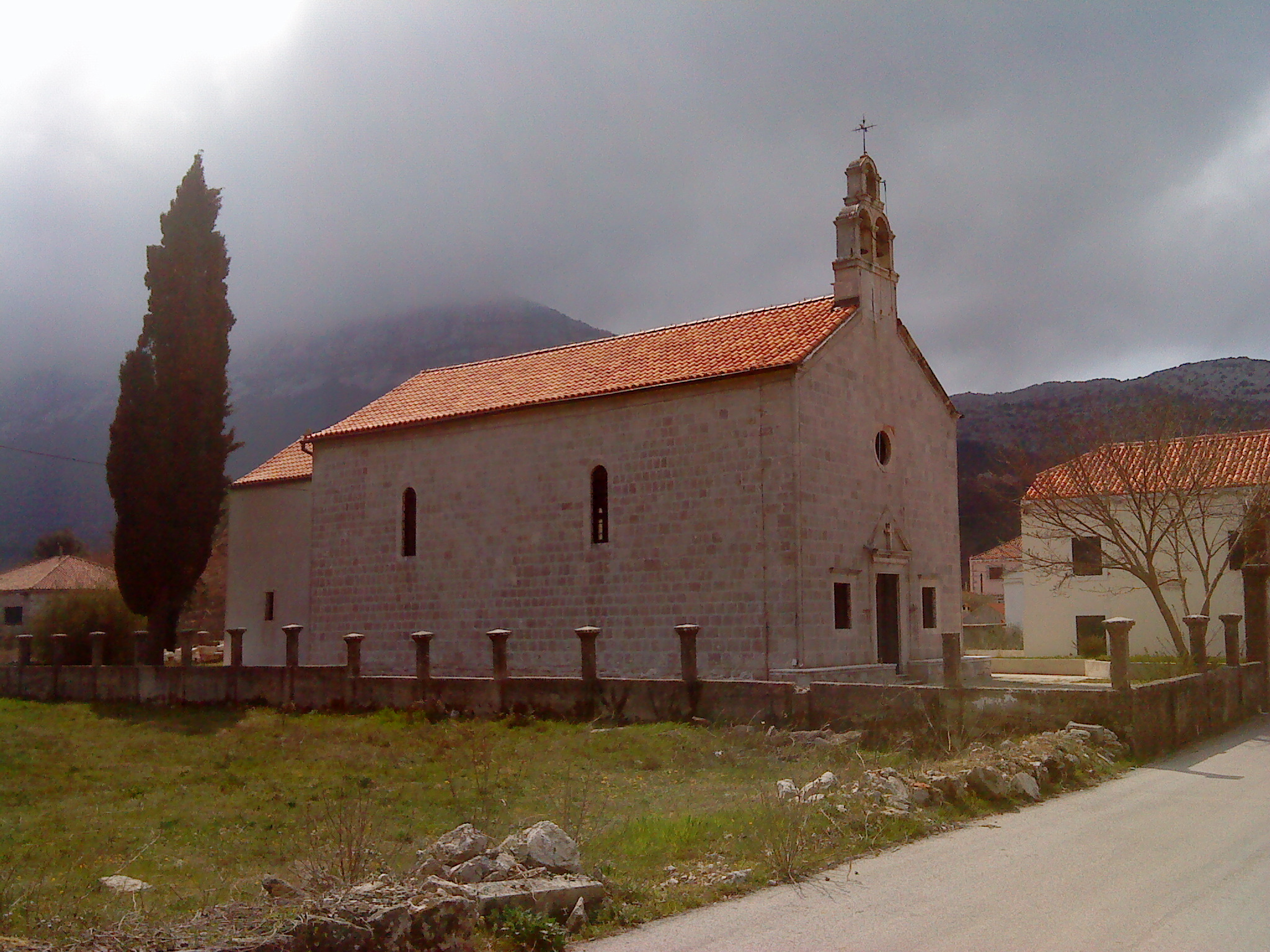
Kostel sv. Marie Magdaleny
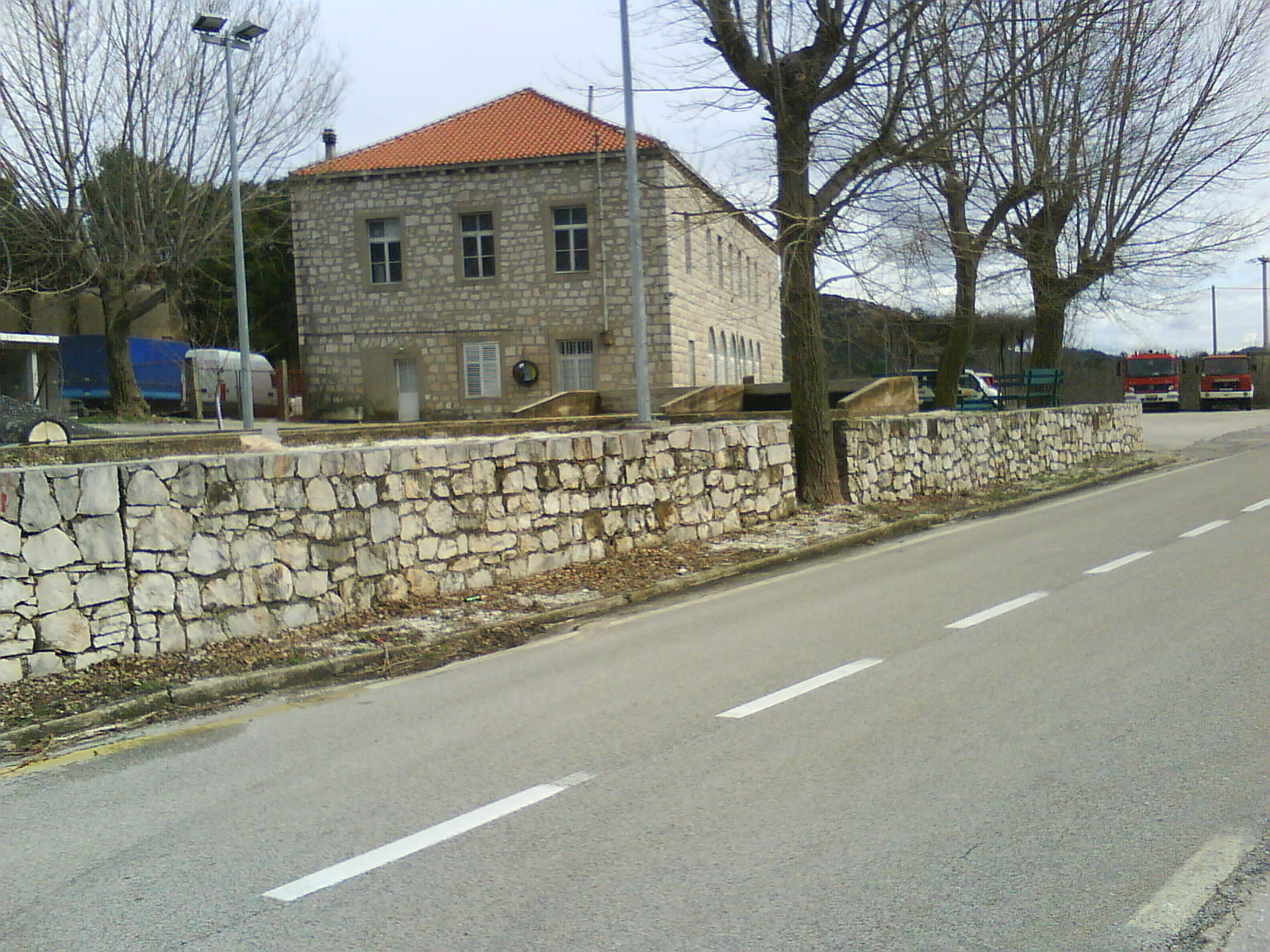
Putnikovići
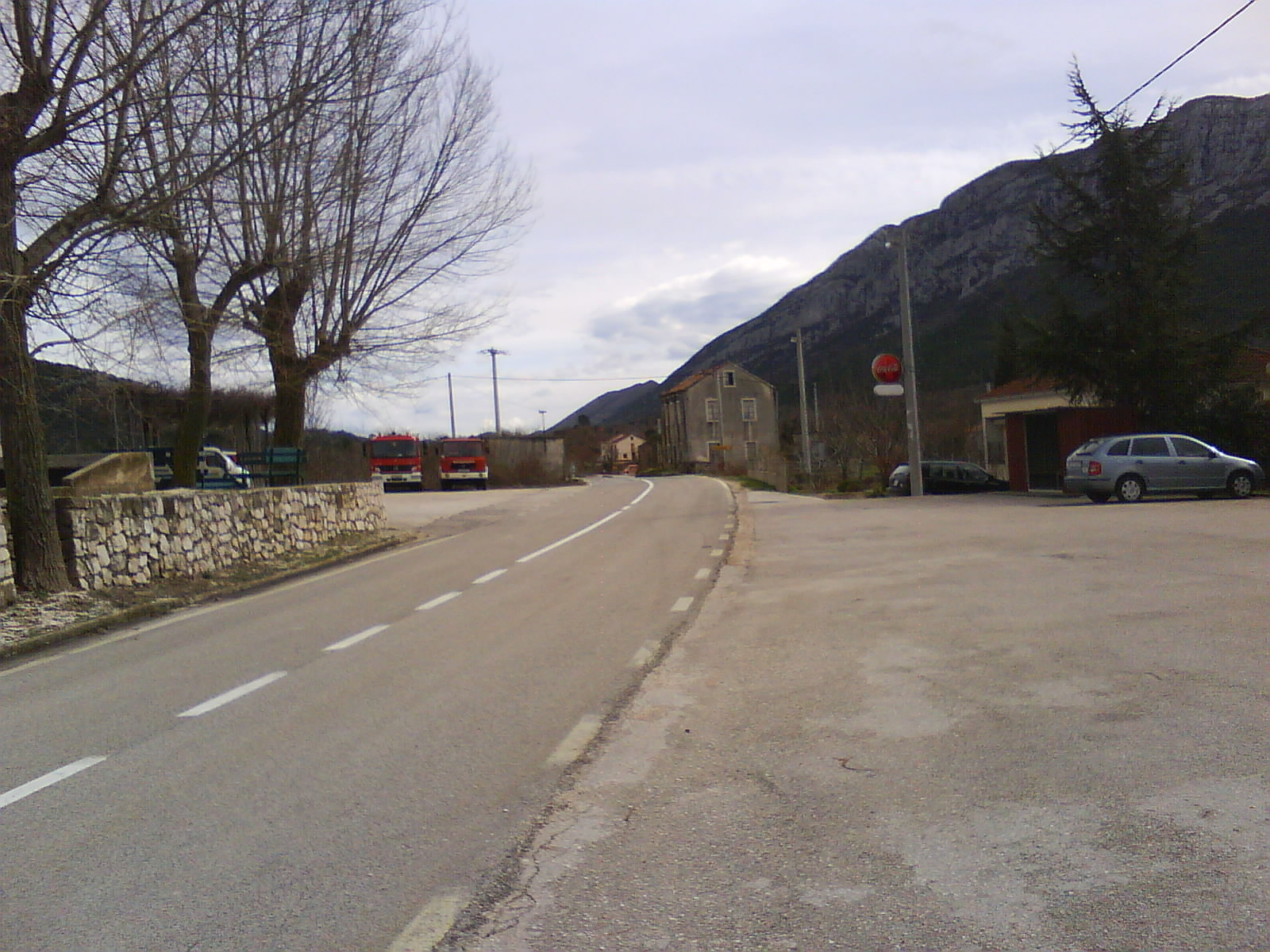
Putnikovići